# Kreolische Küche (Louisiana)

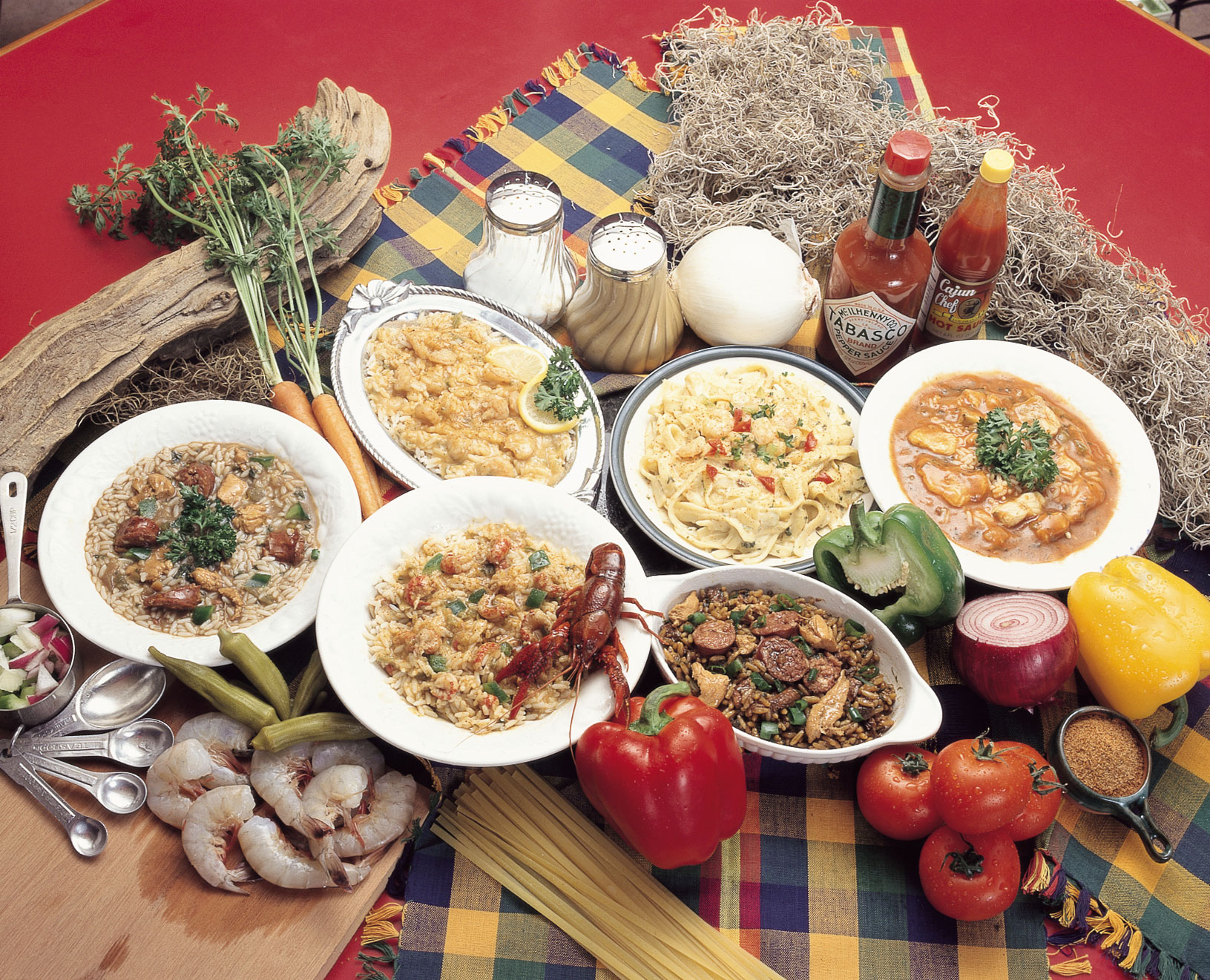
Kreolische Gerichte

Als Kreolische Küche wird eine Küche bezeichnet, die in den USA in Louisiana, vor allem in New Orleans, beheimatet ist. Sie hat Gemeinsamkeiten mit der Cajun-Küche derselben Region, orientiert sich aber stärker an der klassischen französischen Küche. Eine Grundlage für viele Gerichte in beiden Küchentraditionen bildet beispielsweise die sog. „Heilige Dreifaltigkeit“ (Holy Trinity), die aus fein gehackten Zwiebeln, Gemüsepaprika und Staudensellerie besteht.

## Wortherkunft
Das Wort Kreole ist eine Ableitung von dem spanischen Wort Criollo. Im 16. Jahrhundert wurden so die Spanier genannt, die in den spanischen Kolonien in Südamerika geboren wurden. In Louisiana wurden so im 17. und 18. Jahrhundert die Nachkommen der französischen und spanischen Kolonisten genannt. Später wurde die Bedeutung des Begriffs immer stärker erweitert, so dass schließlich damit auch einfach die Herkunft aus New Orleans bezeichnet wurde.

## Ursprünge
Während die Cajun-Küche der französischstämmigen Nachfahren der Akadier eher deftig und rustikal ausgerichtet ist, ist die kreolische Küche von den vielfältigen Einwanderern aus Europa geprägt und folgt eher den gehobeneren europäischen Kochtraditionen, vor allem der französischen Küche. Unter anderem Franzosen, Spanier und Italiener brachten dabei jeweils ihre Küchentraditionen ein, passten sie den lokal zur Verfügung stehenden Zutaten an und integrierten amerikanische und auch afrikanische Elemente, die über Sklaven aus Afrika und den karibischen Kolonien nach Louisiana gelangten.

## Bekannte Gerichte und Restaurants

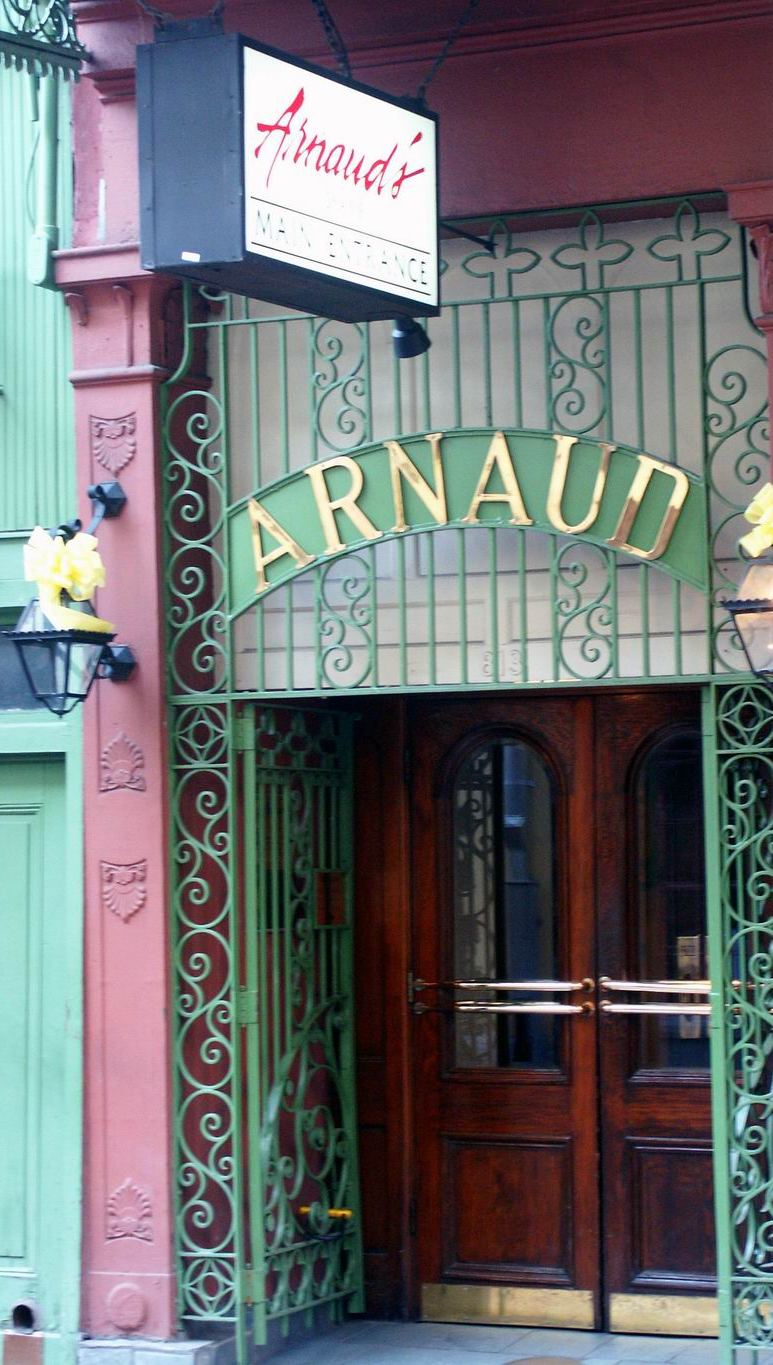
Restaurant Arnaud’s

Beispiele für die kreolische Küche in Louisiana sind die Red Jambalaya, die im Gegensatz zur Cajun-Variante mit Tomaten zubereitet wird, Pain Perdu, vergleichbar mit dem deutschen Armen Ritter, die bekannten Beignets aus dem Café du Monde in New Orleans oder auch Pompano en papillote (eine Makrelenart in Pergamentpapier gebacken), Oysters Rockefeller (überbackene Austern) und Eggs Sardou.
Auch das Eintopfgericht Gumbo gehört sowohl zur Cajun-Küche als auch zur kreolischen Küche, wobei kreolische Gumbos eher hell- als dunkelbraun sind und im Gegensatz zur Cajun-Variante Tomaten enthalten können. Ebenfalls in beiden Küchenvarianten beliebt ist Red beans and rice, das trotz seiner Einfachheit auf den Speisekarten gehobener Restaurants in Louisiana steht. Ein weiteres typisches Gericht ist Shrimp Creole, ein Eintopfgericht mit Garnelen.
Vor allem New Orleans verfügt über eine große Anzahl an kreolischen Restaurants, die ältesten und berühmtesten sind Antoine’s, Arnaud’s, Brennan’s, Commander’s Palace und Galatoire’s.